# 奈良県薬剤師会
一般社団法人奈良県薬剤師会（いっぱんしゃだんほうじんならけんやくざいしかい、英称: Nara Pharmaceutical Association）は、奈良県の薬剤師を会員とする法人。

## 本部所在地
〒634-0063 奈良県橿原市久米町926 奈良県薬業会館内

## 組織
- 開局部会
- 製薬薬剤師部会
- 学校薬剤師部会
- 病院勤務薬剤師部会
- 行政薬剤師部会
- 卸勤務薬剤師部会
- 学術・情報センター